# Ismail Abilov
Ismail Abilov (n. 9 iunie 1951, Lopușna, Dălgopol, Varna, Bulgaria) este un luptător bulgar, medaliat olimpic. A participat la două ediții ale Jocurilor Olimpice (1976, 1980) în care a câștigat o medalie de aur.